# Joe Carstairs
Pour les articles homonymes, voir Carstairs.
Marion Barbara « Joe » Carstairs (1900 - 18 décembre 1993) est une navigatrice britannique riche, connue pour son goût pour la vitesse et son style de vie atypique.

## Biographie
Joe Carstairs est née en 1900 dans le quartier de Mayfair, à Londres, en Angleterre. Elle est la fille de Frances (Fannie) Evelyn Bostwick, une héritière américaine et du capitaine Albert Carstairs, officier de l'armée écossais. Elle est fortunée car elle est la petite fille d'un actionnaire important de la Standard Oil.
La mère de Joe Carstairs, alcoolique et toxicomane, épousera plus tard le capitaine Francis Francis, avec qui elle a eu deux autres enfants, Evelyn (Sally) Francis et Francis Francis Jr (Frank). Elle divorce ensuite pour épouser un Français, le comte Roger de Périgny en 1915, qu'elle quitte finalement en raison de son infidélité. Son quatrième et dernier mari, qu'elle épouse en 1920, fut Serge Voronoff, un chirurgien franco-russe devenu célèbre dans les années 1920 et 1930 pour sa pratique de la transplantation de peau de testicules de singes chez les hommes dans un but déclaré de rajeunissement[réf. nécessaire].
Joe Carstairs a épousé un ami d'enfance, un aristocrate français, le Comte Jacques de Pret, le 7 janvier 1918 à Paris. Le but du mariage était tout simplement de permettre à Joe Carstairs l'accès à son fonds d'affectation indépendamment de sa mère. Le mariage a été annulé immédiatement après la mort de sa mère, sur les motifs que ce mariage n'aurait pas été consommé.
Joe Carstairs a vécu une vie originale. Elle s'habillait généralement comme un homme, était tatouée et aimait les machines, l'aventure et la vitesse. Ouvertement lesbienne, elle a eu de nombreux rapports avec des femmes, notamment Dolly Wilde, la nièce d'Oscar Wilde, et un certain nombre d'actrices, telles que Greta Garbo, Tallulah Bankhead, et Marlene Dietrich.
Au cours de la Première Guerre mondiale, Joe Carstairs a servi en France avec la Croix-Rouge américaine. Après la guerre, elle a servi dans le Corps de l'armée royale (en) en France, et à Dublin dans la Légion féminine, au sein de la section de la mécanique et des transports, pendant la guerre d'indépendance irlandaise. En 1920, avec trois de ses anciennes collègues de la Légion féminine, elle ouvre un garage automobile appelé le « X Garage ». Ce garage avait la particularité de n’employer que des femmes pilotes et mécaniciennes. Joe Carstairs (en compagnie de ses amies et amantes) vivait dans un appartement au-dessus du garage, qui était situé près des Jardins Cromwell, dans le quartier du South Kensington à Londres.
Plusieurs employées du « X Garage » avaient servi en tant que pilotes au cours de la guerre et parlaient le français, l'allemand ou l'italien. Les voitures et les pilotes pouvaient être embauchés pour de longs trajets et servir pour des entreprises spécialisées dans la visite des tombes et anciens champs de bataille en France et en Belgique. Le garage avait un contrat avec l'Hôtel Savoy pour le transport de personnes pour le théâtre ou des spectacles. Au début des années 1920, les voitures du « X Garage » étaient populaires dans les cercles à la mode à Londres.
En 1925, le « X Garage » ferme et Joe Carstairs hérite d'une fortune par sa mère et sa grand-mère, propriétaires de la Standard Oil. Elle achète son premier bateau à moteur.
Entre 1925 et 1930, Joe Carstairs passe un temps considérable sur les bateaux à moteur et devient une navigatrice expérimentée. Elle se distingue comme étant la femme la plus rapide sur l'eau. Intriguée par l'hydroptère dessiné par Alexander Graham Bell et Casey Baldwin, elle commande un hydroglisseur de 30 pieds, qui était destiné à atteindre 115 km/h et capable de lui faire remporter la Coupe de Harmsworth, compétition internationale de courses de bateaux à moteur. Cependant, les circonstances l'obligent à se retirer, le moteur du bateau est remplacé pour un moteur plus économique qui ne permet pas de dépasser les 57 km/h,.
Joe Carstairs est également connue pour sa générosité envers ses amis. Elle a aidé plusieurs pilotes de course qui ont établi des records de vitesse sur terre. Elle a versé 10 000 $ pour financer la construction de la voiture de Sir Malcom Campbell, appelé l'Oiseau bleu et qui devait permettre de battre le record de vitesse sur terre. Elle a également financé le moteur du bateau Erstelle V appartenant à John Cobb.
Joe Carstairs investit 40 000 $ pour l'achat de l'île de Whale Cay dans les Bahamas, où elle a accueilli ses invités tels que Marlene Dietrich et le Duc et la Duchesse de Windsor. Elle n'a pas seulement construit une grande maison pour elle et ses amis, mais aussi un phare, une école, une église, et une conserverie. Plus tard, elle agrandit sa propriété en achetant des îles supplémentaires : l'Oiseau Cay, la Devil's Cay, la moitié de Hoffman's Cay et une parcelle de terre sur Andros.
Après la vente de Whale Cay en 1975, Joe Carstairs déménage à Miami, en Floride.
Joe Carstairs est morte à Naples, en Floride, en 1993, à l'âge de 93 ans.

## Bande dessinée
- Joe la pirate, la vie rêvée de Marion Barbara Carstairs, scénario de Hubert et dessin de Virginie Augustin, éditions  Glénat, 2021, 224 pages.